# Apatosaure
L'apatosaure (Apatosaurus, ‘llangardaix enganyós' en grec) és un gènere de dinosaure sauròpode que visqué fa uns 140 milions d'anys, durant el període Juràssic. Feien 4,5 metres d'alçada (fins a la pelvis) i podien arribar a mesurar 25 metres de longitud; es calcula que pesaven unes 35 tones.
Presentava un crani molt similar al del diplodoc, tot i que una mica més ample.
Les seves restes foren trobades a Colorado, Wyoming, Utah i Oklahoma (EUA).

## Descripció
Els apatosaures eren uns dels animals més grossos que han existit en la Terra; tenien prop de 4,5 metres d'alt fins als malucs, una longitud total de 26 metres i una massa de fins a 24 tones, pes similar a 4 elefants.
La vèrtebra cervical i els ossos de les cames eren més grossos i més pesants que la del diplodoc, solament que aquests tenien el coll i la cua llargs. El primer crani en va ser identificat el 1975, un segle després que aconseguira el seu nom. Els apatosaures tenien urpes a les potes, però solament al polze. Els científics tenen la teoria que normalment mantenien alçada la cua un parell de metres sobre la terra. Açò evitaria que el dinosaure la trepitjara, o que posara la seua cua a l'abast de depredadors.

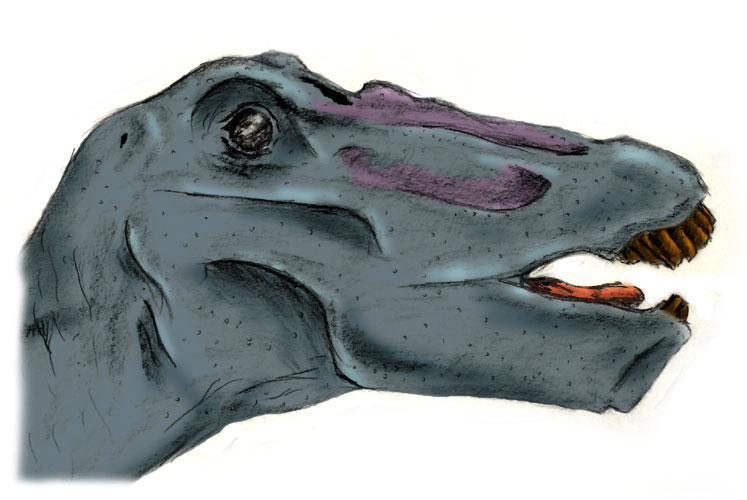
Reconstrucció del cap d'un apatosaure

Es va creure que els apatosaures eren massa grans per suportar el seu propi pes en terra seca, així que es creu que el sauròpode hagué d'haver viscut submergit parcialment en l'aigua, o potser en un pantà. No obstant això, els resultats en investigacions recents no donen suport a açò. De fet, igual que el seu cosí el diplodoc, l'apatosaure era un animal de pastura amb un coll molt llarg, i una cua llarga que li servia de contrapès. Les petjades fossilitzades indiquen que va viure en bandades. Per a ajudar-se en el procés de l'alimentació, l'apatosaure podia engolir pedres (gastròlits) de la mateixa manera que ho fan molts ocells, car les seues maixelles per si soles no eren prou forts per a mastegar les resistents fibres de les plantes.

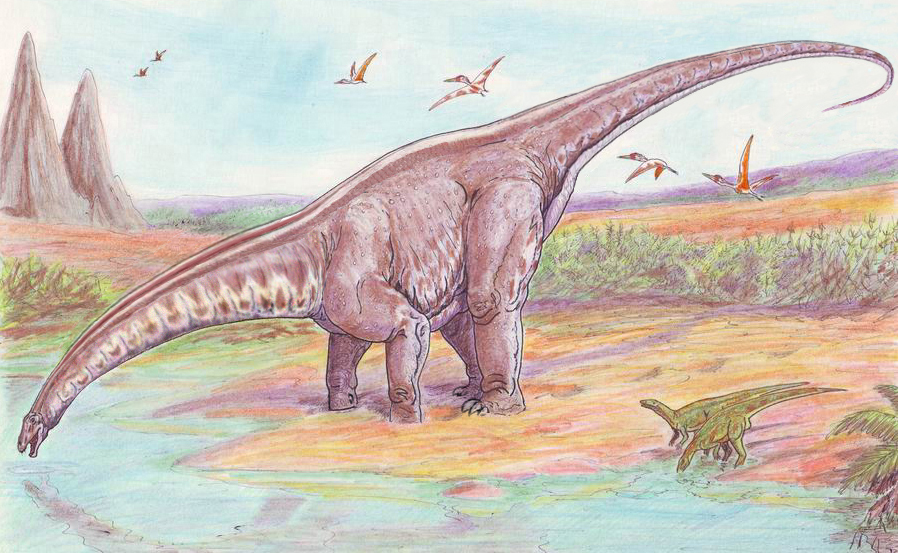
Apatosaure

Els apatosaures es van desenvolupar en multituds al peu dels rius prop dels arbres, menjant-ne de les fulles superiors. Els científics creuen que alguns sauròpodes no podrien alçar el coll fins a un angle de 90 graus, perquè la sang no els abastaria a arribar al cap més d'un parell de minuts. A més, els estudis de l'estructura de les vèrtebres del coll han revelat que no era tan flexible com s'havia pensat prèviament. Ningú no sap com va ser que els apatosaures van menjar prou per a satisfer el seu enorme cos. Probablement menjaven constantment, i es detenien breument per a refrescar-se, beure o per a llevar-se paràsits. Van haver de dormir mentre estaven parats. Si un predador els atacava, podrien defensar-se assotant la cua de costat a costat, o trepitjant el predador. A causa de la lenta velocitat amb què es desplaçaven els apatosaures, visqueren en bandades, i podien "cridar-se" un a un altre, en cas de requerir ajuda.

## Sistemàtica
L'apatosaure és un membre de la família Diplodocidae, que també inclou dinosaures com el diplodocus i barosaurus, encara que no estiga tan estretament vinculat a aquests gèneres com ho estan l'un a l'altre i, per tant, Apatosaurus és usualment situat en la seua pròpia subfamília, Apatosaurinae, junt amb els seus propers relatius Supersaurus i Eobrontosaurus.
|  | Suuwassea                                                   |
|  |                                                             |
|  | \| \| Supersaurus \| \| \| \| \| \| Apatosaurus \| \| \| \| |
|  |                                                             |
|  | Supersaurus                                                 |
|  |                                                             |
|  | Apatosaurus                                                 |
|  |                                                             |

|  | Supersaurus |
|  |             |
|  | Apatosaurus |
|  |             |

|  | Barosaurus |
|  |            |
|  | Diplodocus |
|  |            |

|  | Suuwassea                                                   |
|  |                                                             |
|  | \| \| Supersaurus \| \| \| \| \| \| Apatosaurus \| \| \| \| |
|  |                                                             |
|  | Supersaurus                                                 |
|  |                                                             |
|  | Apatosaurus                                                 |
|  |                                                             |

|  | Supersaurus |
|  |             |
|  | Apatosaurus |
|  |             |

|  | Barosaurus |
|  |            |
|  | Diplodocus |
|  |            |

|  | Suuwassea                                                   |
|  |                                                             |
|  | \| \| Supersaurus \| \| \| \| \| \| Apatosaurus \| \| \| \| |
|  |                                                             |
|  | Supersaurus                                                 |
|  |                                                             |
|  | Apatosaurus                                                 |
|  |                                                             |

|  | Supersaurus |
|  |             |
|  | Apatosaurus |
|  |             |

|  | Barosaurus |
|  |            |
|  | Diplodocus |
|  |            |

|  | Suuwassea                                                   |
|  |                                                             |
|  | \| \| Supersaurus \| \| \| \| \| \| Apatosaurus \| \| \| \| |
|  |                                                             |
|  | Supersaurus                                                 |
|  |                                                             |
|  | Apatosaurus                                                 |
|  |                                                             |

|  | Supersaurus |
|  |             |
|  | Apatosaurus |
|  |             |

|  | Barosaurus |
|  |            |
|  | Diplodocus |
|  |            |

### Espècies

#### Apatosaurus ajax
És l'espècimen tipus d'aquest gènere, i va ser anomenat pel paleontòleg Othniel Charles Marsh el 1877 en honor d'Ajax, l'heroi de la mitologia grega. Es coneix per l'holotip i dos esquelets parcials, incloent-hi part d'un crani.

#### Apatosaurus excelsus
Originalment brontosaure, va ser anomenat per Marsh el 1879. S'han trobat restes d'aquesta espècie als Estats Units, part de sis esquelets parcials, incloent-hi peces d'un crani, a Colorado, Oklahoma, Utah i Wyoming.

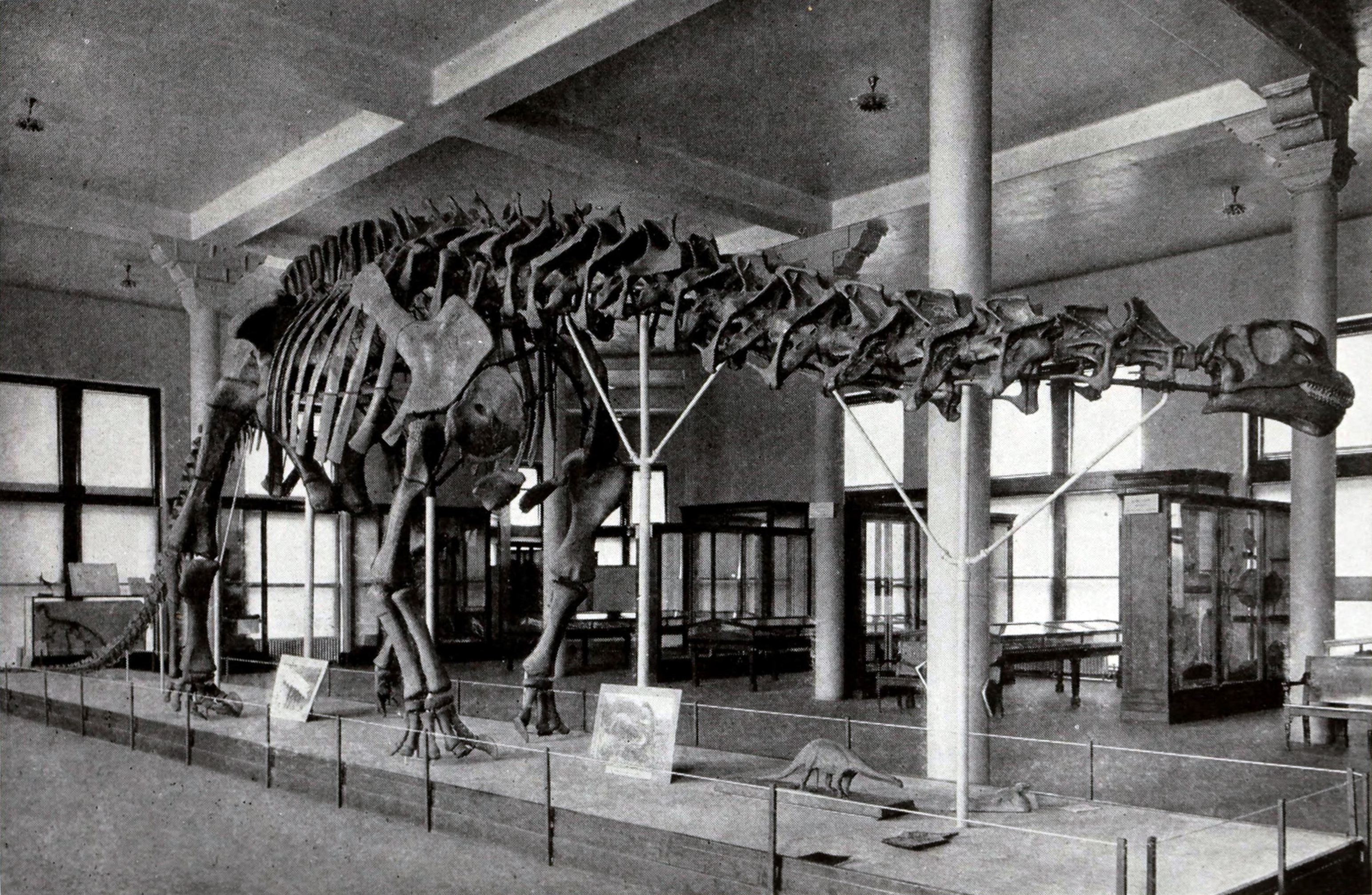
Antiga representació: A. (Brontosaurus) excelsus

#### Apatosaurus louisae
Va ser anomenat per William Holland, en 1915 en honor de la senyora Louise Carnegie, esposa d'Andrew Carnegie qui va finançar la investigació de camp per a trobar els esquelets complets del dinosaure en l'oest americà.  Apatosaurus louisae es coneix a partir d'un esquelet parcial que va ser trobat en Colorado, Estats Units.

#### Apatosaurus parvus
Apatosaurus parvus, originàriament Elosaurus parvus, però reclassificat com una espècie d'Apatosaurus el 1994. Esta sinonímia fou mantinguda el 2004.

#### Espècies no vàlides
Robert T. Bakker classificà el tipus Apatosaurus yahnahpin com l'espècie d'un nou gènere el 1998: l'Eobrontosaurus.
Així que ara és apropiadament denominat com a Eobrontosaurus yahnahpin. Va ser anomenat per Filla, James i Redman el 1994. Un esquelet incomplet n'ha estat descobert a Wyoming. No obstant això, s'ha discutit recentment si l'Eobrontosaurus pertany al Camarasaurus. El 1957, Lapparent i Zbyszewski nomenaren l'A. alenquerensis a Portugal, avui considerat com a Lourinhasaurus. A. minimus (Mook, 1917) i A. montanus (Marsh, 1877/von Huene, 1906) ambdós dubtosos de ser inclosos en l'Atlantosaurus.
A. grandis (Marsh, 1877) és avui considerat Camarasaurus sp. A. amplus (Marsh, 1881/Gilmore, 1936) i és un sinònim menor d'A. excelsus.

## Història
Apatosaurus significa 'fardatxo enganyós', aquest nom li va ser donat perquè els ossos del galó eren similars als d'un fardatxo marí prehistòric, Mosasaurus. Apatosaurus prové del grec ἀπατέλος o ἀπατέλιος (apatao) 'enganyós', i σαῦρος (saurus) 'fardatxo'. Els fòssils d'aquest animal s'han trobat a Mina Nine Mile i Mina Bone Cabin, a Wyoming i en llocs de Colorado, Oklahoma i Utah, als EUA.

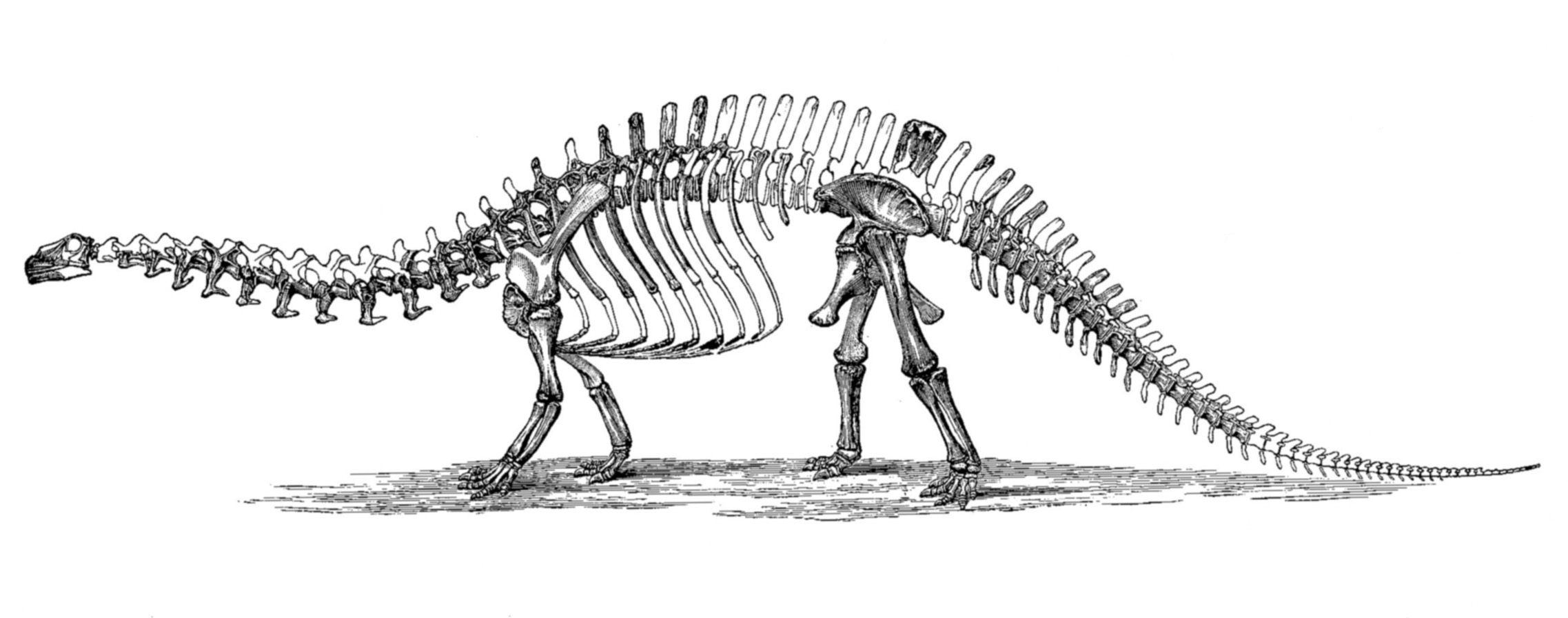
Diagrama de l'esquelet, realitzada per Marsh el 1896

El 1877, Othniel Charles Marsh publicà notes sobre el descobriment de l'Apatosaurus, i el 1879 descrigué una altra troballa molt més completa com a Brontosaure. Marsh anomenà la nova espècie com a Brontosaurus excelsus, que significa 'fardatxo del tro', de l'grec brontē/βροντη traduït com a 'tro' i sauros/σαυρος com a 'fardatxo', i del llatí excelsus, 'excedit en gran nombre', referint-se al major nombre de vèrtebres sacres que tenia en relació amb qualsevol altre gènere del sauròpode conegut en aquell moment. Però, durant 1903, va ser descobert que l'Apatosaurus era, de fet, un Brontosaurus jove, i com que el nom d'Apatosaurus va ser publicat primer, es jutjà que aquest tenia prioritat com a nom oficial; llavors, el terme Brontosaurus va ser relegat a un sinònim menor. El nom Brontosaurus no va ser formalment eliminat dels expedients de la paleontologia fins a 1974.

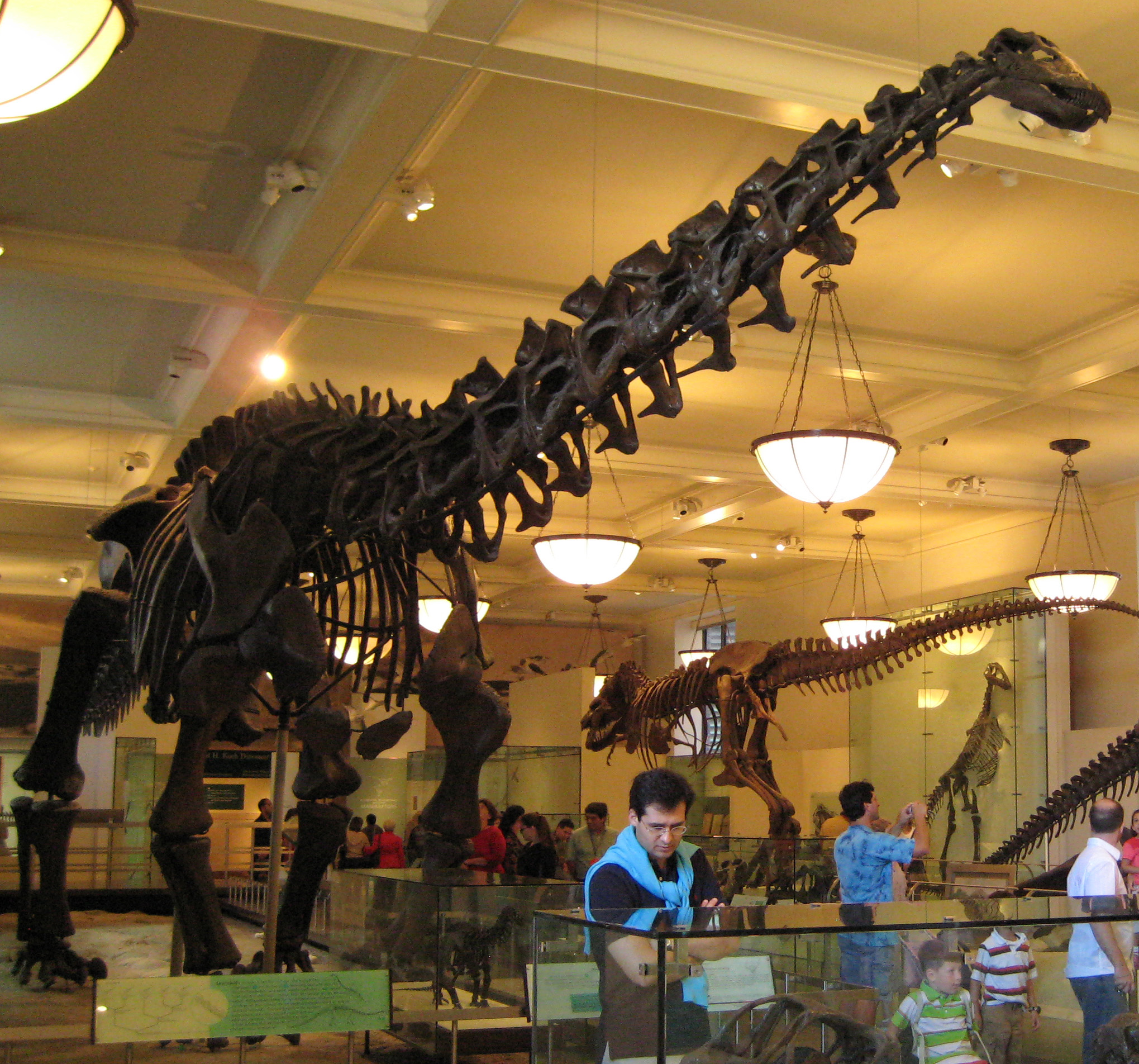
Esquelet d'Apatosaurus

Va ser el dinosaure més gros i complet conegut en aqueix moment: li mancava solament el cap, els peus, i porcions de la cua, i va ser preparat per la que seria la primera exhibició muntada d'un esquelet del sauròpode, en el Museu Peabody d'Història Natural de Yale el 1905. Els ossos que mancaven foren creats usant trossos coneguts de familiars propers de Brontosaurus. Els peus foren agregats d'un sauròpode que es va descobrir en la mateixa mina, també una cua formada semblant, a més d'un model compost del que es pensava que seria el crani d'aquesta criatura massiva. Aquest no era el d'un delicat Diplodocus, sinó el compost "amb ossos més grossos, més gruixuts, més forts en el crani, mandíbules inferiors i les corones de les dents a partir del material provinent de tres diverses localitzacions", primerament del Camarasaurus, l'únic l'altre sauròpode del qual es coneixia bon material del crani en aqueix moment. Aquest mètode de reconstruir els esquelets incomplets basats en les restes més completes de dinosaures relacionats continua en muntatges de museu i restauracions fins a l'actualitat.
A pesar que, al principi, molt del que es va publicar de l'esquelet muntat assentà el nom Brontosaurus en el públic, Elmer Riggs havia publicat un treball el 1903 en Geological Series of the Field Columbian Museum sostenint que Brontosaurus no era gaire diferent d'Apatosaurus per a autoritzar el seu propi gènere, i crear la combinació Apatosaurus excelsus:
… a causa d'aquests fets, els dos gèneres es poden veure com a sinònims. Com que el terme "Apatosaurus" té prioritat sobre "Brontosaurus", serà considerat com a sinònim.
Malgrat açò, almenys un paleontòleg, Robert Bakker, va sostenir en els anys 1990 que A. ajax i A. excelsus són, de fet, prou distints per a continuar mereixent un gènere separat. Esta idea no ha sigut acceptada per la comunitat científica.

## En la cultura popular
El temps transcorregut per a reparar la classificació errònia de Marsh va causar que el nom Brontosaurus es fera popular, i fóra associat amb un dels dinosaures més grossos; va arribar a ser tan famós que va persistir de llarg després que el nom haguera estat abandonat oficialment en l'ús científic. Els brontosaures i els brontosaurians, com a termes d'ús freqüent, s'usen per a referir-se genèricament als sauròpodes.

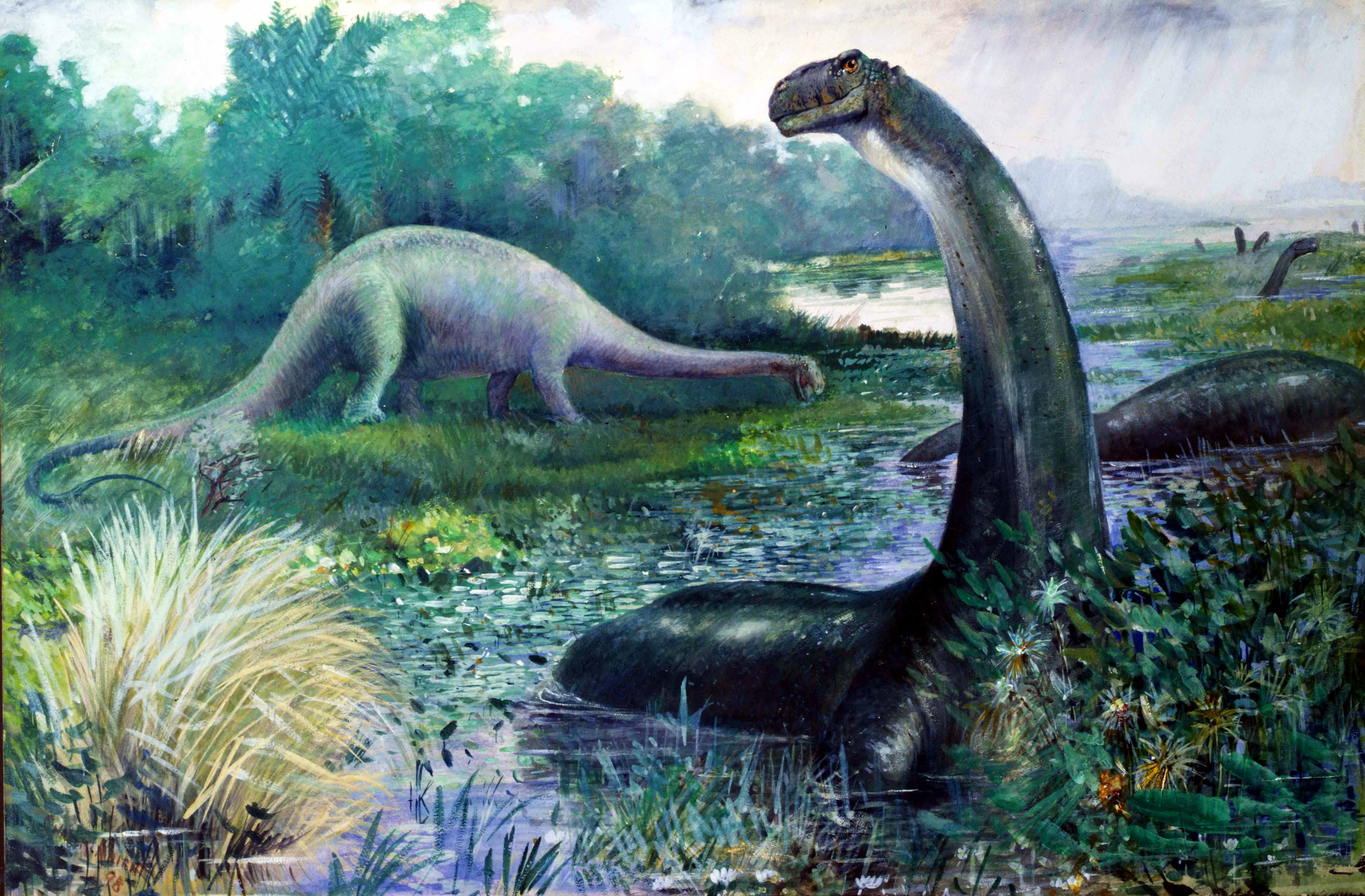
Imatge d'apatosaures en un pantà, realitzada a principis del, sobre el que es presumia en eixa època

Àdhuc el 1989, el Servei Postal dels Estats Units va emetre una sèrie de segells amb quatre dinosaures, Tyrannosaurus, Stegosaurus, "Pteradon" (error ortogràfic per Pteranodon, que és un pterosaure i no un dinosaure) i Brontosaurus. La inclusió d'aquests dos últims va causar les queixes sobre els seus errors científics, contra la qual cosa el servei de correus es va defensar argumentant:
 Encara que ara siga reconegut per la comunitat científica com a Apatosaurus, el conegut "Brontosaurus" va ser utilitzat per al segell perquè és més familiar per al públic en general.
Stephen Jay Gould va donar suport a aquesta posició en el seu assaig Bully for Brontosaurus, encara que va repetir la discussió original de Riggs sobre que Brontosaurus és un sinònim d'Apatosaurus. No obstant això, observà que la criatura ha desenvolupat i continua mantenint una existència independent en la imaginació popular. En el documental de la BBC Walking with Dinosaurs, en l'especial "La Balada del Gran Al" (The Balad of Big Al), apareix una bandada d'apatosaures, i són anomenats d'eixa manera i no amb el nom més popular de brontosaure.
Des del principi de la història del cinema, l'apatosaure s'ha representat en pel·lícula. Per exemple, en la pel·lícula muda de 1925 El món perdut, es va veure gràcies als efectes especials de Willis O' Brien, en una batalla entre un Apatosaurus i un Allosaurus. En King Kong de 1933, es va veure un Apatosaurus, igual que en el remake de 2005, va ser descrit usant el nom científic fictici Brontosaurus baxteri. L'apatosaure de la pel·lícula del 2005 és perceptiblement diferent de la visió moderna de l'Apatosaurus, amb un cap quadrat, una cua baixa penjant, i un coll de tipus serp evocador de les pintures del període dels anys 30 de l'espècie.
La pel·lícula d'animació El viatge d'Arlo també és protagonitzada per un simpàtic apatosaure.